# Don't Be So Shy
Singles de Imany
The Good the Bad & the Crazy There Were Tears
(2016)
Don't Be So Shy est une chanson interprétée par la chanteuse française Imany, dont elle a écrit les paroles et co-composé la musique avec Stéfane Goldman.
Elle figure initialement sur la bande originale du film Sous les jupes des filles sorti en 2014, où elle apparaît en deux versions : l'une dite « Work in progress » interprétée par Imany et une autre chantée avec Sherika Sherard.
En septembre 2015, la version chantée par Imany sort en single dans un remix house créé par le duo de DJs russes Filatov & Karas. C'est en 2016 que cette version connaît le succès dans plusieurs pays d'Europe (se classant notamment en tête des ventes en Allemagne, en Autriche et en France) ainsi qu'en Australie.
Cette version remixée est incluse à la fin l'album d'Imany The Wrong Kind of War sorti le 26 août 2016, où est également présente une version « live » issu d'un concert d'Imany. Le remix est également présent sur plusieurs compilations comme Virgin Radio Summer Pop 2016 ou M6 Hits été 2016. 
Le remix de Filatov & Karas a donné lieu à un clip tourné en Californie, réalisé par Matt Larson et produit par La Main Productions. Interprétant les paroles sensuelles de la chanson, le réalisateur met en scène un couple de lesbiennes.

## Crédits
Version « Work in progress » :
- Chant : Imany
- Basse : Laurent Vernerey
- Clavier : Gael Rakotondrabe (Wurlitzer)
- Percussions : Steve Shehan

Deuxième version originale :
- Chant : Sherika Sherard
- Basse : Laurent Vernerey
- Batterie et percussions corporelles : Michael Désir
- Claviers : Johan Dalgaard (B3, piano, Rodhes) Gael Rakotondrabe (Wurlitzer)
- Guitare acoustique : Taofik Farah
- Guitare électrique : Stéfane Goldman
- Percussions : Steve Shehan
- Violoncelles : Rodolphe Liskowitch et Myriam Teillagorry
- Violon : Paul Rouger
- Alto : Daniel Wagner
- Chœurs : Philippe Aglaé, Natalia Doco, Imany et Axelle Rousseau

## Classements hebdomadaires (remix)
| Classement (2016-2017)                  | Meilleure place |
| --------------------------------------- | --------------- |
| Allemagne (Media Control AG)            | 1               |
| Australie (ARIA)                        | 9               |
| Autriche (Ö3 Austria Top 40)            | 1               |
| Belgique (Flandre Ultratop 50 Singles)  | 5               |
| Belgique (Wallonie Ultratop 50 Singles) | 3               |
| Canada (Canadian Hot 100)               | 94              |
| Danemark (Tracklisten)                  | 16              |
| Espagne (PROMUSICAE)                    | 60              |
| Finlande (Suomen virallinen lista)      | 5               |
| France (SNEP)                           | 1               |
| Italie (FIMI)                           | 22              |
| Grèce (Billboard)                       | 1               |
| Norvège (VG-lista)                      | 17              |
| Pays-Bas (Single Top 100)               | 17              |
| Portugal (AFP)                          | 97              |
| Pologne (ZPAV)                          | 1               |
| Roumanie (Romanian Chart)               | 1               |
| Suède (Sverigetopplistan)               | 10              |
| Suisse (Schweizer Hitparade)            | 3               |
| Suisse (Suisse Romande)                 | 1               |

## Certifications (remix)
| Pays                    | Certification | Date       | Unités certifiées                 |
| ----------------------- | ------------- | ---------- | --------------------------------- |
| Allemagne (BVMI)        | Diamant       | 2020       | 1 000 000                         |
| Australie (ARIA)        | Platine       | 2016       | 70 000                            |
| Autriche (IFPI)         | Or            | 26/08/2016 | 15 000                            |
| Belgique (BEA)          | Platine       | 30/09/2016 | 20 000                            |
| Canada (Music Canada)   | Platine       | 05/06/2018 | 80 000                            |
| Danemark (IFPI Danmark) | Platine       | 05/2017    | 90 000                            |
| Espagne (Promusicae)    | Or            | 01/2024    | 30 000                            |
| France (SNEP)           | Diamant       | 30/11/2016 | 35 000 000 (équivalent streaming) |
| Italie (FIMI)           | 3 × Platine   | 2019       | 150 000                           |
| Norvège (IFPI)          | Platine       | 04/10/2016 | 40 000                            |
| Pologne (ZPAV)          | Diamant       | 15/06/2016 | 100 000                           |
| Royaume-Uni (BPI)       | Argent        | 09/12/2022 | 200 000                           |
| Suède (GLF)             | Platine       | 2016       | 40 000                            |
| Suisse (IFPI)           | 2 × Platine   | 2017       | 60 000                            |